# Sat.1
Sat.1 (eigene Schreibweise: SAT.1) ist ein deutscher privater Fernsehsender mit Vollprogramm, dessen Sitz in Unterföhring bei München liegt. Der Sender gehört zur ProSiebenSat.1 Media SE, deren Gründer Leo Kirch war.

## Geschichte

### Sendergeschichte
Am 1. Januar 1984 läutete der Sender einen Tag vor dem Sendestart von RTL plus die Ära des regulären Privatfernsehens in der Bundesrepublik Deutschland im Rahmen des Ludwigshafener Kabelpilotprojekts ein. Um 9:58 Uhr ging die Programmgesellschaft für Kabel- und Satellitenrundfunk (PKS) aus einem Kellerstudio in Ludwigshafen am Rhein auf Sendung. Mit dem Satz: „Guten Morgen meine Damen und Herren […] Sie sind in dieser Minute Zeuge des Starts des ersten deutschen privaten Fernsehveranstalters, der Sie mit einem Vollprogramm täglich ab 16 Uhr 45 über den Nachmittag und Abend begleiten wird.“ begrüßte Jürgen Doetz, der damalige Geschäftsführer des Senders, gemeinsam mit der Moderatorin Irene Joest um 10:30 Uhr die Zuschauer. Diese Aussage stimmt nur teilweise: PKS war nicht der erste deutsche private Fernsehsender, sondern „nur“ der erste in Deutschland gegründete. 1954 ging Telesaar im Saarland auf Sendung, das zu dieser Zeit noch nicht zur Bundesrepublik gehörte, und konnte den Sendebetrieb nach Eingliederung des Saarlands in die Bundesrepublik noch rund ein Jahr darüber hinaus weiterführen.
Ab 10:33 Uhr folgte zur Eröffnung die Feuerwerksmusik von Georg Friedrich Händel. Das weitere Programm des ersten Sendetages war:
- 10:55 Uhr: Abenteuer Wildnis, Dokumentarserie
- 11:42 Uhr: Hänsel und Gretel, Puppentrickfilm nach der Märchenoper von Engelbert Humperdinck
- 12:50 Uhr: Nachrichten (FAZ)
- 13:00 Uhr: Solid Gold, Musikshow
- 14:00 Uhr: Karussell des Lebens, Zeichentrickfilm
- 15:10 Uhr: Schwanensee, Ballett von Pjotr Iljitsch Tschaikowski mit Margot Fonteyn und Rudolf Nurejew
- 16:55 Uhr: Nachrichten (FAZ)
- 17:00 Uhr: Mit Wölfen leben, Dokumentarfilm
- 18:25 Uhr: Die Fledermaus, Operettenfilm frei nach Johann Strauss mit Peter Alexander, Marianne Koch, Hans Moser und Marika Rökk
- 20:10 Uhr: Nachrichten (FAZ)
- 20:15 Uhr: Matt Houston, Krimiserie
- 21:45 Uhr: Der Unverbesserliche, Spielfilm mit Jean-Paul Belmondo
- 23:20 Uhr: Beethovens 9. Symphonie, Dirigent Herbert von Karajan, Berliner Philharmoniker
- 00:25 Uhr: Programmvorschau

Das Logo von PKS war eine zweifarbige (rot und blau) stilisierte Satellitenantenne mit den Buchstaben PKS. Der Sender konnte zu Beginn nur von rund 1200 Kabelhaushalten im Ludwigshafener Kabelpilotprojekt empfangen werden. Mit Start des zweiten Kabelpilotprojekts in München am 1. April 1984 wurde das Programm auch über den europäischen Satelliten ECS 1 verbreitet. Zudem startete eine analoge, terrestrische Ausstrahlung. Dabei kamen aber zumeist nicht die für die terrestrische Verbreitung des öffentlich-rechtlichen Fernsehens zuständigen Grundnetzsender zum Einsatz, sondern kleine Fernmeldetürme zur gezielten Versorgung größerer Städte. Am 1. Januar 1985 benannte sich der Sender von PKS in Sat.1 um. Seit 8. Dezember 1989 sendet Sat.1 über die Astra-Position 19,2° Ost.
Am 1. Oktober 1987 startete Sat.1 als zweiter deutscher Fernsehsender nach RTL plus ein werktägliches Frühstücksfernsehen (Guten Morgen mit Sat.1). Am 12. September 1990 kam es zur Einweihung des Sat.1-Sendezentrums in Mainz, von dem bis zur Eröffnung des Sat.1-Medienzentrums in Berlin am 30. August 1999 gesendet wurde.
Im Januar 1991 verschwand das Testbild, das bis dahin noch nach Programmschluss gesendet wurde. In der programmfreien Zeit wurde dann der Sat.1-Text gesendet. Seit Mitte 1993 sendet Sat.1 ein 24-Stunden-Programm.

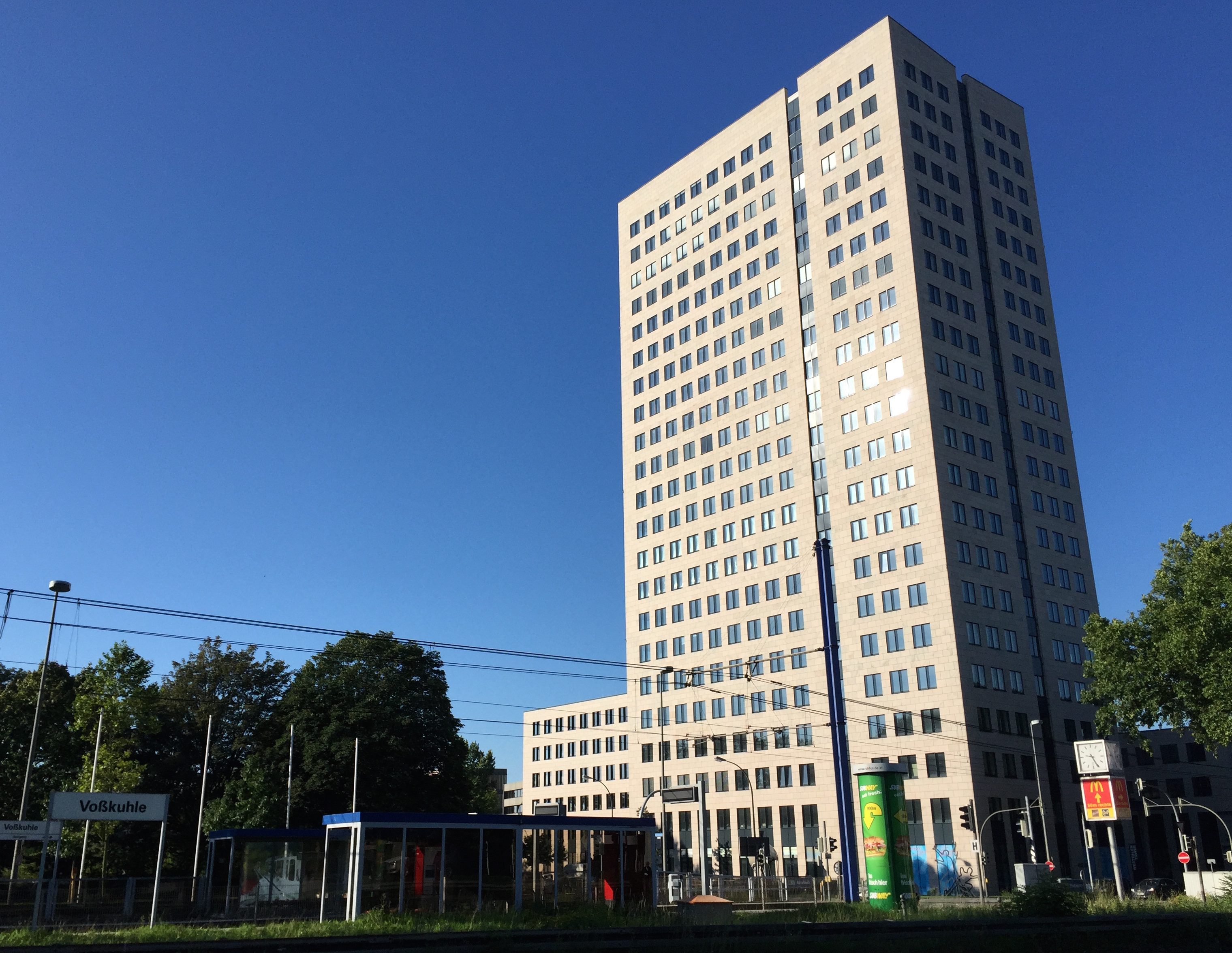
Sat.1 NRW Landesstudio Dortmund

Wochentags um 17:30 Uhr werden regionale Nachrichtensendungen unter dem Titel 17:30 Sat.1 in den Ländern Bremen, Niedersachsen, Hamburg, Schleswig-Holstein, Nordrhein-Westfalen, Rheinland-Pfalz, Hessen und Bayern ausgestrahlt.
1992 erwarb Sat.1 die Erstverwertungsrechte an der Fußball-Bundesliga im Free-TV und es kam am 14. August 1992 zur ersten Ausstrahlung der neuen Fußballshow ran – Sat.1 Bundesliga. Bis 2003 hielt der Sender die Rechte.
1995 verschob Sat.1 unter dem Werbeslogan „Volle Stunde, volles Programm“ den Beginn des Hauptabendprogramms um 15 Minuten auf 20:00 Uhr und ließ auch die nachfolgenden Sendungen jeweils zur vollen Stunde beginnen. Damit sollte auch die Vormacht der ARD-Tagesschau gebrochen werden, deren Ende um 20:15 Uhr einen Fixpunkt in allen anderen Sendeschemata festlegte. Nachdem die Einschaltquoten bei Sat.1 deutlich gefallen waren, kehrte der Sender 1997 wieder zum alten Zeitschema zurück.
1996 kam es zu einem Eklat: Margarethe Schreinemakers, die wegen Steuerhinterziehung im Kreuzfeuer der Kritik stand, wollte sich in ihrer Sendung Schreinemakers Live dazu in eigener Sache äußern. Während der Beitrag anlief, brach Sat.1 die Sendung ab und Ulrich Meyer verlas stattdessen eine Stellungnahme des Senders zu dem Vorfall.
Am 2. Oktober 2000 fusionierte Sat.1 organisatorisch mit dem Fernsehsender ProSieben. Aus dieser Fusion entstand die ProSiebenSat.1 Media AG.
Am 10. November 2001 erzielte Sat.1 beim Qualifikationsspiel zur Fußball-Weltmeisterschaft 2002 zwischen der Ukraine und Deutschland die bis dato beste Einschaltquote mit durchschnittlich 14,02 Millionen Zuschauern und einem Marktanteil von 55,1 Prozent.
Am 6. September 2004 schaltete der Sender das VPS-Signal ab. Ab Ende Februar 2007 übertrug Sat.1 Zusatzinformationen zum laufenden Programm über blucom.
Am 16. Juli 2007 gab die ProSiebenSat.1 Media AG drastische Einsparungen im Sat.1-Informationsbereich bekannt. Rund 70 Arbeitsplätze sollten alleine bei Sat.1 abgebaut werden. Bereits am 17. Juli liefen die Sendungen Sat.1 am Mittag und Sat.1 am Abend nicht mehr; der Programmumbau begann also schon einen Tag nach der Ankündigung. Am 31. August 2007 wurden schließlich die Nachtnachrichten eingestellt.
Am 19. Juli 2007 nahm Sat.1 nach dem Boykott der Sender Das Erste und ZDF die Übertragung der Tour de France 2007 auf. Diese Übertragungen wurden jedoch zum Quotendesaster, da die Marktanteile an keinem Sendetag über zehn Prozent lagen. Damit lagen sie sowohl deutlich unter dem Schnitt des Senders als auch deutlich unter den Marktanteilen des regulären Nachmittagsprogramms. Auch aus wirtschaftlicher Sicht war diese Entscheidung ein Fehlgriff. Die Werbepreise für den Nachmittag mussten um 60 Prozent gesenkt werden.

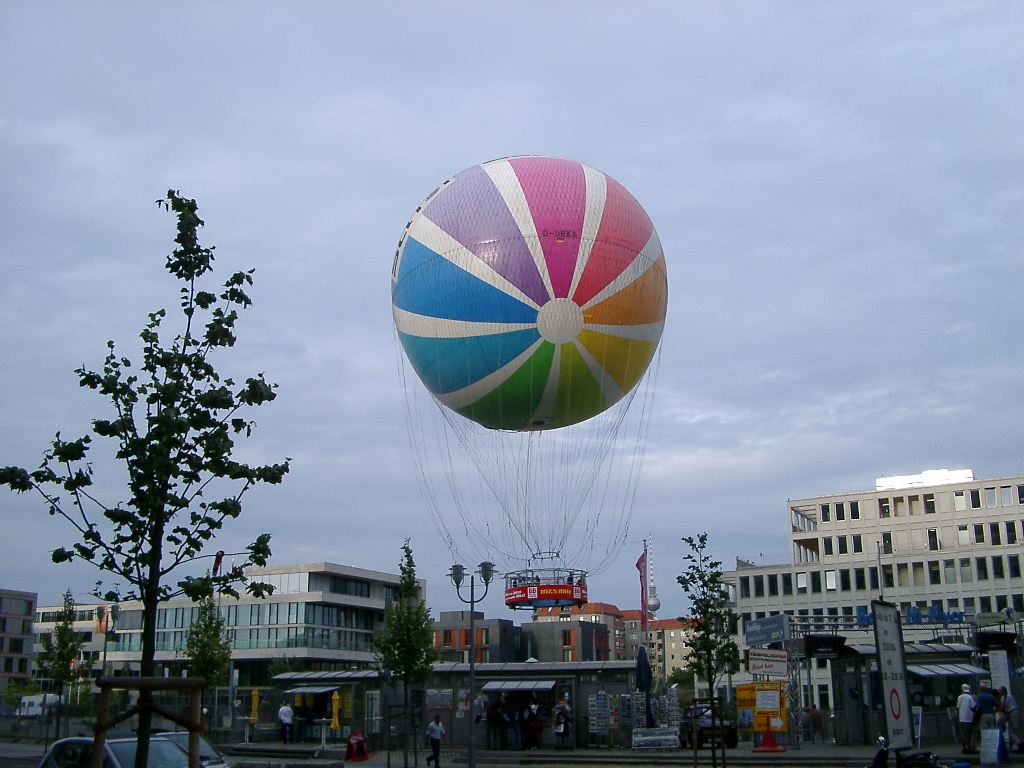
Ein Gasballon mit einem früheren Logo von Sat.1

Am 13. November 2008 gab die ProSiebenSat.1 Media AG auf einer Mitarbeiterversammlung im Hilton Hotel in Berlin bekannt, den Firmensitz von Berlin nach Unterföhring bei München zu verlegen. Betroffen hiervon waren 350 Redakteure und Verwaltungsmitarbeiter. Auch die Abteilungen des Vermarkters SevenOne Intermedia GmbH zogen nach Unterföhring. Die ProSiebenSat.1 Media AG wollte weitere Einsparungen auch durch den Abbau von 225 Arbeitsplätzen bei Sat.1 erzielen. Zugleich wurde ein Wechsel in der Geschäftsführung bekannt. Der bisherige Sat.1-Chef Matthias Alberti wechselte zum 1. Januar 2009 zur German Free TV Holding und wurde neben Andreas Bartl dortiger Geschäftsführer.
Sein Nachfolger bei Sat.1 war seit dem 1. Januar 2009 Guido Bolten, der bisherige Geschäftsführer von kabel eins, der den Sender zum 1. Februar 2010 wieder verlassen hat. Andreas Bartl, Vorstand der ProSiebenSat.1 Media AG, übernahm zu diesem Zeitpunkt die Führung des Unternehmens.
Am 20. Januar 2009 kam es in Berlin zum ersten Streik der Beschäftigten im deutschen Privatfernsehen. Anlass für die Mitarbeiterversammlung waren die gescheiterten Verhandlungen zwischen Sat.1 und den Arbeitnehmervertretern über einen Sozialplan. An dem 36-stündigen Arbeitskampf, zu dem der Deutsche Journalisten-Verband (DJV) und ver.di aufgerufen hatten, beteiligen sich rund 90 Prozent der mehr als 600 Beschäftigten am Sat.1-Standort Berlin-Mitte.
Seit 31. Januar 2010 sendet Sat.1 sein Programm über die Plattform Astra HD+ in HD.
Am 19. Mai 2012 strahlte der Sender mit einer über 13-stündigen Berichterstattung aus München die längste Fußballübertragung der Geschichte des Senders aus. Zugleich konnte die beste Einschaltquote beim Finale der UEFA Champions League zwischen dem FC Bayern München und FC Chelsea mit durchschnittlich 16,77 Millionen Fernsehzuschauern und einem Marktanteil von 55,3 Prozent erzielt werden. In der Spitze schalteten 20,38 Millionen Zuschauer ein, so dass der Marktanteil während des Elfmeterschießens auf den Rekordwert von 70,1 Prozent kletterte.

### Marktanteile
| Jahr | ab 3 Jahre |
| ---- | ---------- |
| 1987 | 01,5 %     |
| 1988 | 05,8 %     |
| 1989 | 08,5 %     |
| 1990 | 09,0 %     |
| 1991 | 10,6 %     |
| 1992 | 13,1 %     |
| 1993 | 14,4 %     |
| 1994 | 14,9 %     |
| 1995 | 14,7 %     |
| 1996 | 13,2 %     |
| 1997 | 12,8 %     |
| 1998 | 11,8 %     |

| Jahr | ab 3 Jahre |
| ---- | ---------- |
| 1999 | 10,8 %     |
| 2000 | 10,2 %     |
| 2001 | 10,1 %     |
| 2002 | 09,9 %     |
| 2003 | 10,2 %     |
| 2004 | 10,3 %     |
| 2005 | 10,9 %     |
| 2006 | 09,8 %     |
| 2007 | 09,6 %     |
| 2008 | 10,3 %     |
| 2009 | 10,4 %     |
| 2010 | 10,1 %     |

| Jahr | ab 3 Jahre |
| ---- | ---------- |
| 2011 | 10,1 %     |
| 2012 | 9,4 %      |
| 2013 | 8,2 %      |
| 2014 | 8,1 %      |
| 2015 | 7,9 %      |
| 2016 | 7,3 %      |
| 2017 | 6,7 %      |
| 2018 | 6,2 %      |
| 2019 | 6,0 %      |
| 2020 | 5,7 %      |
| 2021 | 5,2 %      |
| 2022 | 5,1 %      |

| Jahr | ab 3 Jahre |
| ---- | ---------- |
| 2023 | 4,7 %      |
| 2024 | 4,5 %      |

Bei der Entwicklung der Zuschaueranteile ist zu berücksichtigen, dass sie nicht nur die Akzeptanz des Programms widerspiegeln, sondern v. a. in den Anfangsjahren auch die eingeschränkte Verfügbarkeit, da sich die Kabelfernsehnetze noch im Aufbau befanden, für Satellitendirektempfang in Deutschland eine Gebühr erhoben wurde und Privatfernsehen erst sukzessive im deutschen Sprachraum zugelassen wurde. Im Jahr 1988 hatte Sat.1 zum bislang einzigen Mal einen höheren Marktanteil als RTL, und im Jahr 1994 seinen höchsten Marktanteil, unter anderem wegen der damals ausgestrahlten Fußballsendungen ran – Sat.1 Bundesliga. In der Sender-Rangliste belegt der Sender meist den vierten Platz. Nur in den Jahren 1988 und 1995 gelang der Aufstieg auf Platz 3. Im Jahr 2006 fiel Sat.1 nach drei Jahren Quotensteigerung wieder unter zehn Prozent.
Zum 1. Januar 2013 hatte Sat.1 eine neue Lizenz bei der Medienanstalt Hamburg/Schleswig-Holstein beantragt und entzog sich damit der Aufsicht der rheinland-pfälzischen Landeszentrale für Medien und Kommunikation (LMK). Hintergrund war die Kopplung der Lizenz an den Drittanbieter News and Pictures. Die LMK, die hessische Medienanstalt LPR Hessen und der rheinland-pfälzische Medienunternehmer Josef Buchheit klagten gegen diesen Wechsel der Medienanstalt, sodass bis auf weiteres die LMK die zuständige Landesmedienanstalt von SAT.1 blieb. Am 15. Juli 2020 bestätigte das Bundesverwaltungsgericht in letzter Instanz die neue Lizenz bei der Medienanstalt Hamburg/Schleswig-Holstein.
Das Durchschnittsalter der Zuschauer beträgt 54 Jahre (Stand: 2022).

### Senderlogos

Erstes Logo ab 1. Januar 1985
Logo ab August 1987
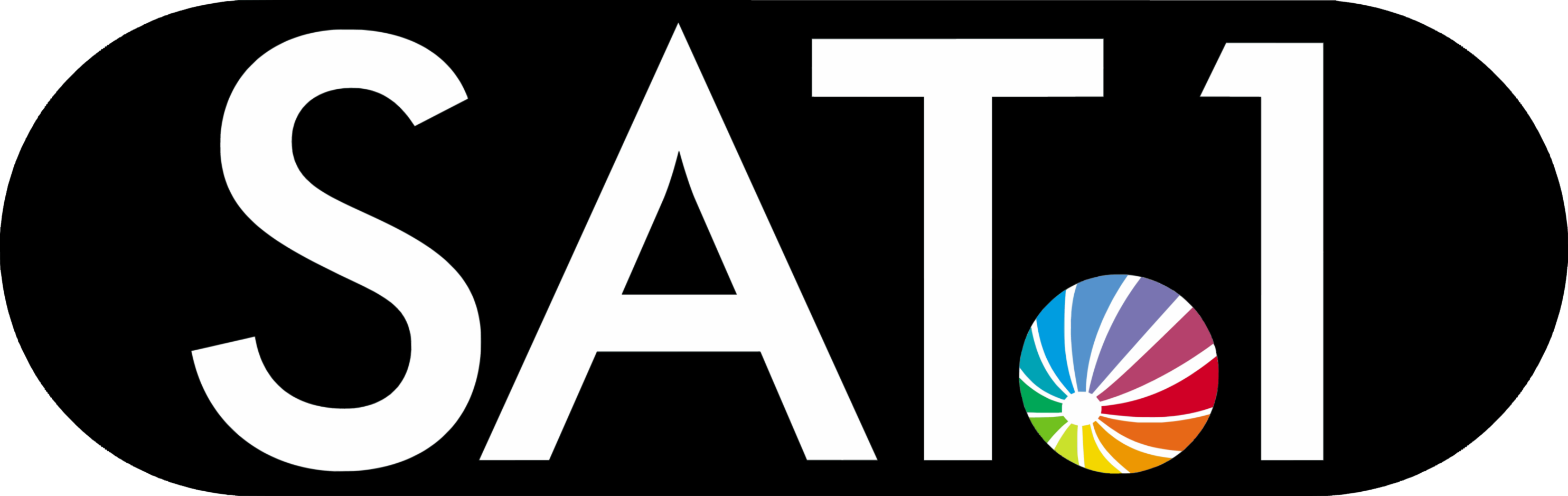
Logo ab 1996
Logo ab 1. September 2001
Logo ab 3. September 2004
Logo ab 17. März 2008
Logo ab 16. September 2009
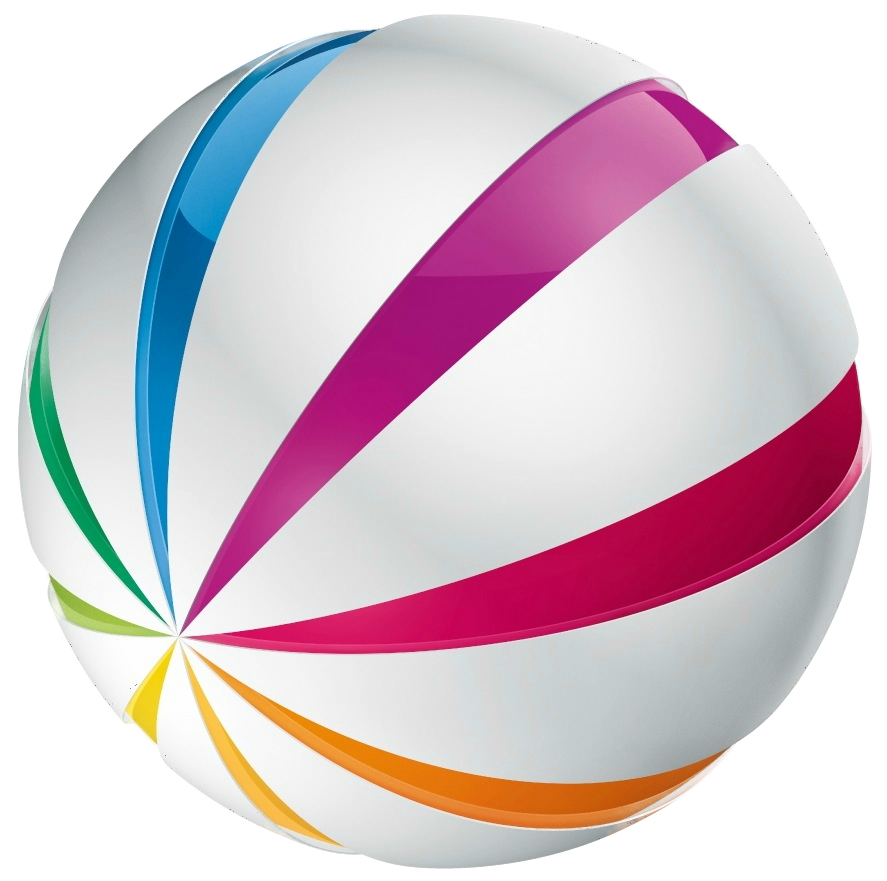
Logo ab 16. August 2011
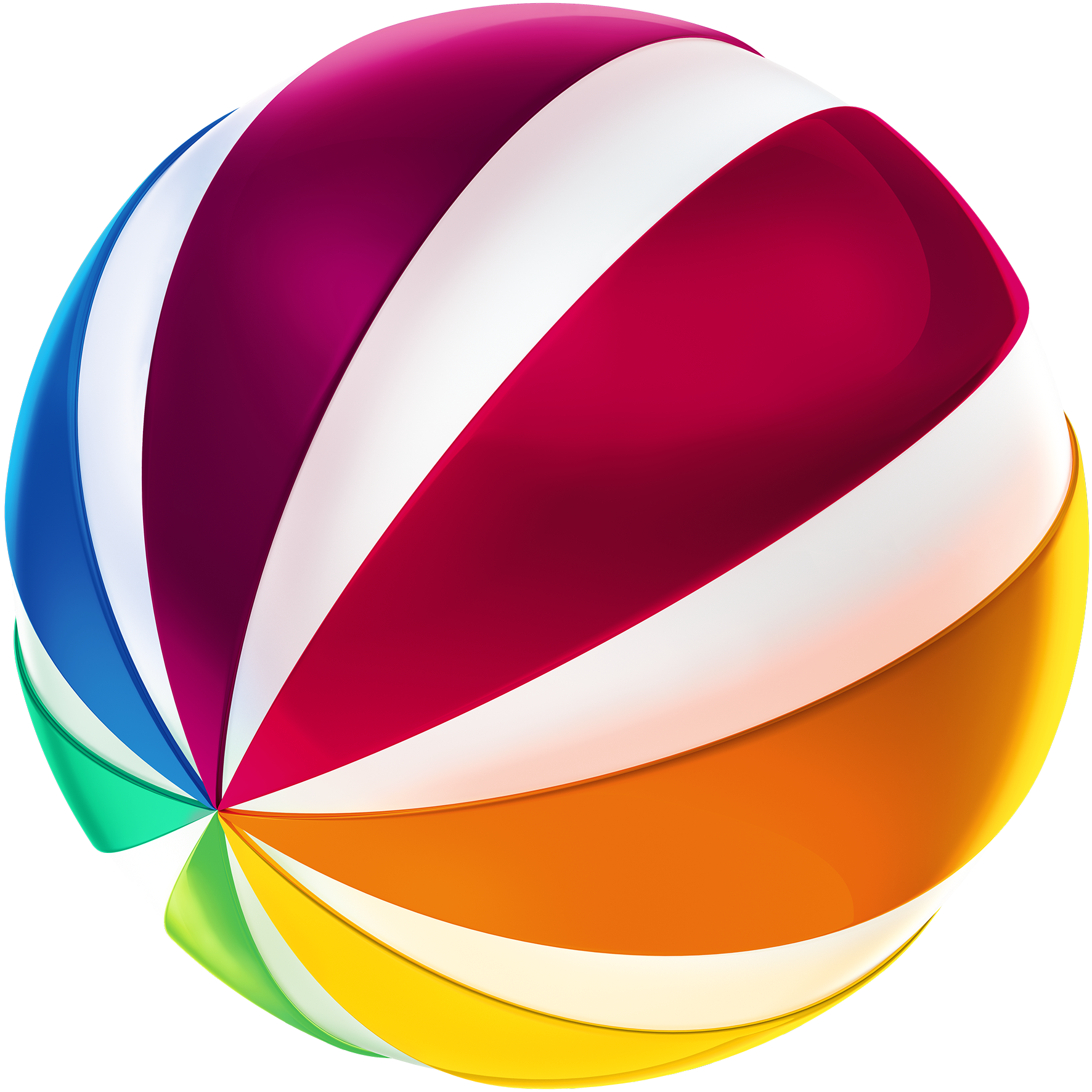
Aktuelles Logo seit 12. Oktober 2016

Logos mit HD-Hinweis

Ab 2010
Ab 16. August 2011
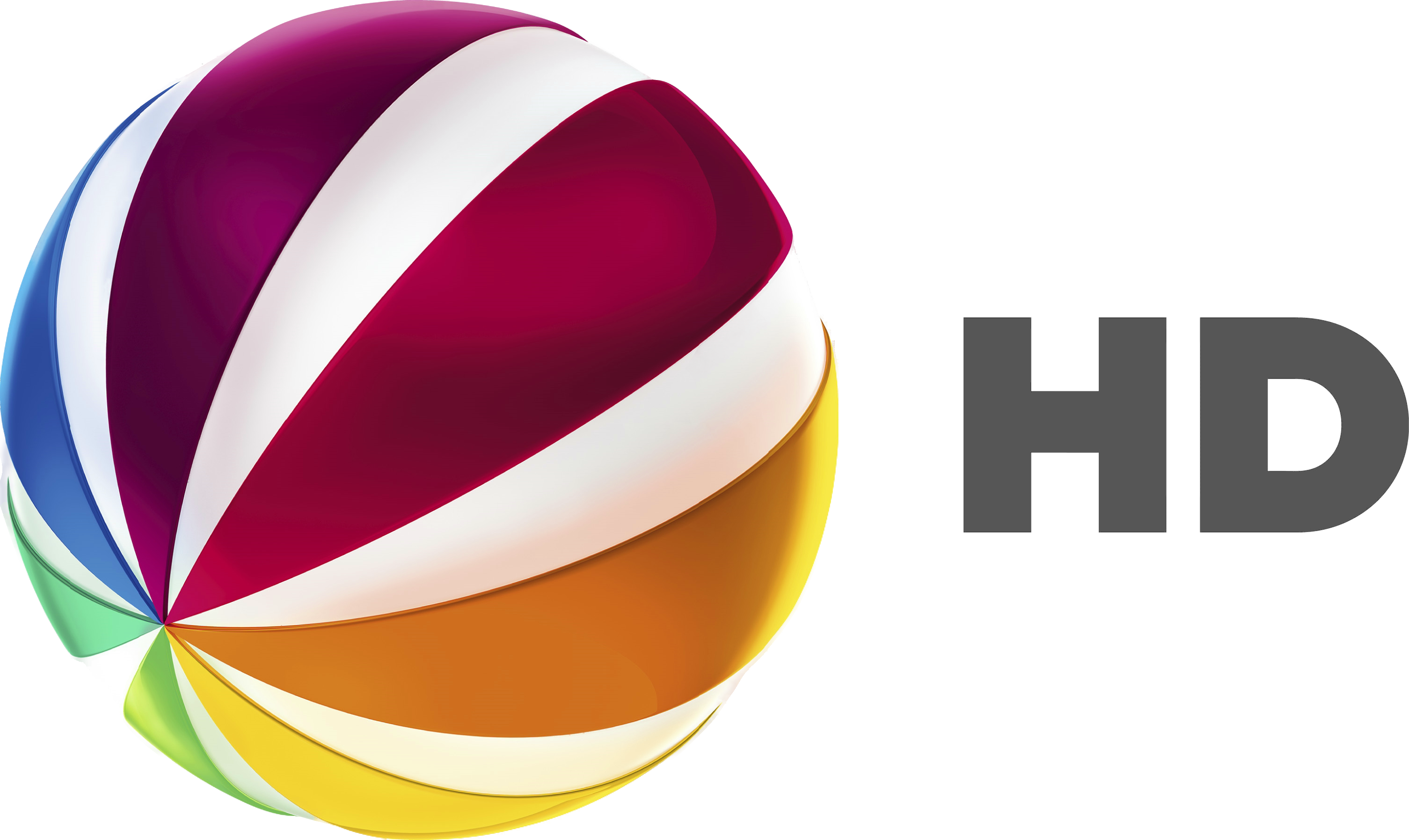
Ab 12. Oktober 2016

Bereits 1987 änderte Sat.1 erstmals sein Logo. Der mit der Urfassung eingeführte flache, farbige Strahlenkranz wurde erstmals zu einem „Ball“ gewölbt und in den Schriftzug integriert.
1996 wurde das Logo des Senders zum zweiten Mal überarbeitet. Anders als bei früheren Kampagnen, bei denen der Ball stets im Vordergrund stand, setzte der Sender erstmals das gesamte Logo in den Vordergrund. Der bunte Ball wurde durch eine deutlich kleinere, einfache, schwarze Kugel ersetzt. Zusätzlich wurde das Logo nun von einer Ellipse umrahmt. Obwohl der Schriftzug Sat.1 im Vordergrund stand, blieb der Ball als Bildschirmlogo erhalten. Allerdings wurde ihm seine bunte Farbe entzogen und er war ein einfacher dunkelgrauer, leicht transparenter Kreis.
Am 1. September 2001 präsentierte sich Sat.1 mit einem überarbeiteten Design. Jetzt zeigte der Sender als Bildschirmlogo nicht nur den Ball, sondern auch die Textmarke. Damit wurde die 1996 eingeschlagene Richtung weitergeführt. Der Ball war nun ähnlich dem ersten Logo wieder bunt. Das Bildschirmlogo wechselte von der linken in die rechte Bildschirmecke. Am 3. September 2004 veränderte Sat.1 das Senderlogo geringfügig. Der im Logo enthaltene bunte Ball wurde wieder einfarbig, meist in Dunkelrosa, dargestellt.
Am 17. März 2008 fand ein erneuter Relaunch des Corporate Designs des Senders statt.
Seither nutzte Sat.1 wieder den Ball als alleiniges Senderlogo und neue On-Air-Elemente. Zu sehen war das Dauerlogo wieder links. Gleichermaßen wurde die eingesetzte Schriftart erneuert. Die bis zum Redesign eingesetzte SAT1DigitalSans, eine abgewandelte Version der Schriftart Digital Sans, wurde sowohl im Senderlogo als auch bei der Darstellung von Programminhalten auf Plakaten oder im On-Air-Design ersetzt.
Die an eine Mischung aus VAG Rundschrift und Arial Rounded erinnernde Schriftart trug den Namen Sat1 Rounded.
Der seit dem 16. September 2009 im Uhrzeigersinn rotierende Sat.1-Ball wechselte wieder in die rechte Bildschirmecke. In manchen Fällen, beispielsweise bei kurzen Werbeunterbrechungen, drehte sich der Ball gegen den Uhrzeigersinn. Als neue Schriftart wurde Klavika eingeführt.
Am 20. Juli 2011 kündigte Sat.1 auf einer Pressekonferenz an, dass der Sender im Laufe des Monats August wieder einen mehrfarbigen Ball bekommt, ein komplett neues Design sei aber nicht geplant. Man entschied sich dann doch für eine Überarbeitung des Erscheinungsbildes. Das neue Design, weiterhin mit der Schriftart Klavika Bold, wird seit dem 16. August 2011 eingesetzt.
Am 12. Oktober 2016 wurde das Logo erneut überarbeitet. Seitdem sind wieder die großen Flächen des Balls farbig. Das On-Air-Cornerlogo blieb in der SD-Variante unverändert. Zugleich wurde ein neues On-Air-Design eingeführt.
Als neue Schriftart wird Ridley Grotesk genutzt.
Am 1. September 2022 wurde das On-Air-Design leicht überarbeitet, das Logo mit dem farbigen Ball und der Schriftart blieben unverändert. Zudem wurde ein neuer Slogan als Ausblick auf die Programmhighlights 2022/2023 eingeführt.

### Slogans
- ab 1993: „Die beste Zeit des Tages“
- ab 1994: „Ihr privates Programm“
- ab 1995: „Volle Stunde. Volles Programm“
- ab 1996: „Ich drück' Dich!“
- ab 2000: „Sat.1 – Ja“
- ab 2001: „Powered by emotion“
- ab 3. September 2004: „Sat.1 zeigt’s allen!“
- ab 2008: „Mehr …“
- ab 16. September 2009: „Colour your life“
- ab 1. Oktober 2012: „Freut euch drauf“
- seit 1. September 2022: „Es gibt noch viel zu sehen“

### Geschäftsführer
| Zeitraum                               | Geschäftsführer                       |
| -------------------------------------- | ------------------------------------- |
| Januar 1985 bis Dezember 1988          | Jürgen Doetz                          |
| Januar 1988 bis Mai 1993               | Jürgen Doetz und Werner E. Klatten    |
| Mai 1993 bis 30. April 1995            | Jürgen Doetz und Knut Föckler         |
| 1. Mai 1995 bis 1. November 2000       | Jürgen Doetz und Fred Kogel           |
| 1. November 2000 bis 4. Dezember 2003  | Jürgen Doetz und Martin Hoffmann      |
| 4. Dezember 2003 bis April 2004        | Jürgen Doetz und Roger Schawinski     |
| April 2004 bis 31. Dezember 2006       | Roger Schawinski                      |
| 1. Januar 2007 bis 31. Dezember 2007   | Matthias Alberti                      |
| 1. Januar 2008 bis 31. Dezember 2008   | Matthias Alberti und Torsten Rossmann |
| 1. Januar 2009 bis 31. Januar 2010     | Guido Bolten und Torsten Rossmann     |
| 1. Februar 2010 bis 3. Oktober 2011    | Andreas Bartl                         |
| 4. Oktober 2011 bis 30. September 2012 | Joachim Kosack                        |
| 1. Oktober 2012 bis 15. Oktober 2015   | Nicolas Paalzow                       |
| 16. Oktober 2015 bis 16. Mai 2021      | Kaspar Pflüger                        |
| 17. Mai 2021 bis 31. Oktober 2023      | Daniel Rosemann                       |
| seit 1. November 2023                  | Marc Rasmus                           |

## Empfang
Digital:
- Antenne (DVB-T2)
- Kabel (DVB-C)
- Satellit (DVB-S und DVB-S2)
- IPTV

Sat.1 wird digital über Satellit und alle deutschen Kabelnetze gesendet. Die analoge Satellitenausstrahlung wurde am 30. April 2012 abgeschaltet. Mit der Einführung von DVB-T wurde die mancherorts regional verfügbare analoge terrestrische Ausstrahlung gänzlich eingestellt; die digitale terrestrische Ausstrahlung des Senders findet mehrheitlich in den Ballungsgebieten statt. In der Schweiz, Österreich und Luxemburg strahlt der Sender das deutsche Programm aus, es werden aber bei den beiden ersten schweizerische, bzw. österreichische Programme eingebunden.
In der Mediathek auf der Homepage des Senders wird ein Großteil des Programms zur Verfügung gestellt. Die eigenproduzierten Serien sind dort für sieben Tage nach der TV-Ausstrahlung kostenfrei ansehbar. Danach sind sie teilweise kostenpflichtig bei Joyn zu sehen.
Sat.1 stellt aber auch die eigenproduzierten Dienstagsfilme kostenlos für sieben Tage ins Internet.

## Sat.1 HD
Seit dem 31. Januar 2010 wird das HD-Programm von Sat.1 verschlüsselt ausgestrahlt. Empfangbar ist das Programm mittels Satellit (SES Astra) auf der Pay-TV-Plattform HD+, seit Mitte 2011 aber auch über Pay-TV-Angebote von Vodafone (ehemals Kabel Deutschland, Kabel BW, Unitymedia) sowie über das IPTV-Angebot Telekom Entertain und Vodafone TV. Seit dem 23. Oktober 2017 auch in HD bei Magine TV im Comfort HD oder Deluxe HD Paket.
Von Karfreitag bis Ostermontag 2014 und Weihnachten 2014 sowie am Tag der Deutschen Einheit 2015 waren die HD-Sender der ProSiebenSat.1 Media SE unverschlüsselt empfangbar.
Während anfangs die regionalen Nachrichtenprogramme nicht auf Sat.1 HD ausgestrahlt wurden, wurde ab Ende 2013 damit begonnen, im Kabelnetz auch in der HD-Fassung die Fensterprogramme anzubieten.

## Programmfenster

### Sat.1 Österreich
Für Österreich wird ein eigenes Programmfenster Sat.1 Österreich mit zahlreichen Magazinen und eigener Werbung ausgestrahlt. Seit September 2011 sendet der österreichische Sender auch eine hochauflösende Simulcast-Variante von Sat.1 Österreich.

### Sat.1 Schweiz
Auch in der Schweiz wird ein eigenes Programmfenster ausgestrahlt, das mit Schweizer Werbung und eigenen Sendungen gefüllt ist. Dies führt dazu, dass Schweizer Zuschauer zu diesen Zeiten nicht auf das deutsche Programm zugreifen können. Die Sendungen dauern in der Regel nicht länger als 15 Minuten.
Beispiele für Schweizer Sendungen sind die Umstyling-Show Fashion Taxi mit Christa Rigozzi (2024), die Kochsendungen Grill Club (2023–), Beef Club (2023–), Hype Kitchen (2024), das Dokutainment-Format StartUp Zünder (2024) oder die Reportage landuf, landab (2016–). Weitere vergangene Sendungen die auf Sat.1 Schweiz gezeigt wurden umfassen NextIn Business (2023), Wein Battle (2019), Miss Schweiz Wahl 2015 (2015), Die Missen-Akademie (2014), die Erotikwerbesendung Forbidden TV (2009 bis 2010) im Nachtprogramm, das Fussball-Magazin KickOff (2008), das Snowboard-Magazin GetOut (2008) mit Stéphanie Berger, Move in! – Die Zügelsendung (2007 bis 2009), Celebrations – Wo sind die Helden? (2004 bis 2008), Joya rennt (2003 bis 2008) sowie die Ricardo Hammershow (2007).

## Kritik
Ab den frühen 2010er Jahren geriet der Fernsehsender Sat.1 aufgrund seiner Vorgehensweise bei den Dreharbeiten zunehmend in die Kritik. Insbesondere wurde dem Sender vorgeworfen, manipulative Drehmethoden anzuwenden. Beispiele dafür sind die Doku-Soaps Schwer verliebt und Hochzeit auf den ersten Blick.
Ein Kandidat namens Fabian aus Kiel, der an der Doku-Soap Schwer verliebt teilnahm, berichtete im Online-Magazin „Fernsehkritik-TV“, dass die Redaktion ihm Vorgaben gemacht habe, wie er sich zu verhalten habe. Zudem durfte er in Interviews nicht sagen, dass er entgegen der Darstellung in der Sendung keine Freundin gefunden habe. Es wurde ihm sogar eine Vertragsstrafe von 250.000 Euro angedroht. Fabians Mutter bestätigte, dass das Drehbuch nahezu alles vorgab und sogar bestimmte Getränke vorgeschrieben wurden. Auch sie berichtete von Drohungen, dass die Kosten für einen abgebrochenen Dreh von den Teilnehmern übernommen werden müssten. Sat.1 zeigte sich überrascht über die Vorwürfe und kündigte eine Überprüfung an. Die Medienaufsicht sah jedoch keinen Verstoß gegen die Menschenwürde oder den Jugendschutz.
Auch die Sendung Hochzeit auf den ersten Blick stand in der Kritik. Ein Teilnehmer der achten Staffel (2021), Mario Huber, erhob schwere Vorwürfe gegen das Format. Er erklärte, dass die Produktion wenig Rücksicht auf die Meinungen und Gefühle der Teilnehmer nehme und dass die Teilnehmer nach den Dreharbeiten so dargestellt werden könnten, wie der Sender es wolle. Eine Vorbereitung auf das, was nach der Ausstrahlung passieren würde, habe es nicht gegeben. Sat.1 wies die Vorwürfe zurück und betonte, dass der Umgang mit den Teilnehmern immer offen, respektvoll und auf Augenhöhe sei – vor, während und nach den Dreharbeiten.

## Internet
Seit dem 20. Februar 1996 ist Sat.1 auch im Internet vertreten. Zum Start gab es auf www.schmidt.de einen Auftritt der Harald Schmidt Show. Im September 1996 folgte der erste offizielle Internetauftritt auf www.sat1.de. Im Laufe der folgenden Jahre hat sich Sat.1 Online zu einem General-Interest-Angebot entwickelt, das neben den Programminformationen auch Themen wie Lebensstil, Sport, Ratgeber, Familienunterhaltung und Auto abdeckt.
Seit dem 12. März 2008 bietet www.sat1.de – wie das Internetangebot von ProSieben und Kabel Eins – die Möglichkeit, bestimmte Sendungen der letzten Woche im Nachhinein online anzuschauen und diese zu bewerten.

## Weitere Sender

Logo des Ablegers Sat.1 Gold

- Sat.1 Comedy, kostenpflichtiger Spartensender von 2006 bis 2012
- Sat.1 emotions, kostenpflichtiger Sender
- Sat.1 Gold, freier Spartensender für Frauen von 40 bis 65 Jahren